# Ainay-le-Château
Ainay-le-Château est une commune française, située dans le département de l'Allier en région Auvergne-Rhône-Alpes.

## Géographie

### Localisation
La commune est située au nord-ouest du département de l'Allier, à la limite départementale avec le Cher et à la limite régionale avec la région Centre-Val de Loire.
Ainay est limitrophe de la forêt de Tronçais, au nord de celle-ci.
Elle jouxte cinq communes, dont trois dans le département limitrophe du Cher :
| Charenton-du-Cher (Cher) | Vernais (Cher)        | Bessais-le-Fromental (Cher) |
|                          | Ainay-le-Château      |                             |
|                          | Saint-Bonnet-Tronçais | Isle-et-Bardais             |

### Hydrographie
La commune est traversée par la Marmande, affluent du Cher, et par la Sologne, affluent de la Marmande. Le bourg domine la rive droite de la Sologne ; sur l'autre rive, le faubourg des Mandais est disposé de part et d'autre de la route de Bourges et la limite avec le département du Cher passe à moins de 300 m du pont.

### Voies de communication et transports
Le territoire communal est traversé par cinq routes départementales :
- la RD 953 (ancienne route nationale 153) reliant Bourges et le Charenton-du-Cher à Bourbon-l'Archambault et à Moulins ;
- la RD 951 (ancienne route nationale 151bis) reliant Saint-Amand-Montrond à Sancoins, dont une partie de cette route passe au nord ;
- la RD 28, reliant le centre-bourg à Meaulne et à Montluçon ;
- la RD 64, reliant le centre-bourg à Lurcy-Lévis ;
- la RD 550.

### Climat
Pour des articles plus généraux, voir Climat d'Auvergne-Rhône-Alpes et Climat de l'Allier.
En 2010, le climat de la commune est de type climat océanique dégradé des plaines du Centre et du Nord, selon une étude du CNRS s'appuyant sur une série de données couvrant la période 1971-2000. En 2020, Météo-France publie une typologie des climats de la France métropolitaine dans laquelle la commune est exposée à un climat océanique altéré et est dans la région climatique Ouest et nord-ouest du Massif Central, caractérisée par une pluviométrie annuelle de 900 à 1 500 mm, maximale en automne et en hiver.
Pour la période 1971-2000, la température annuelle moyenne est de 10,9 °C, avec une amplitude thermique annuelle de 15,5 °C. Le cumul annuel moyen de précipitations est de 757 mm, avec 11,5 jours de précipitations en janvier et 7,1 jours en juillet. Pour la période 1991-2020, la température moyenne annuelle observée sur la station météorologique de Météo-France la plus proche, sur la commune d'Isle-et-Bardais à 8 km à vol d'oiseau, est de 11,8 °C et le cumul annuel moyen de précipitations est de 777,6 mm,. Pour l'avenir, les paramètres climatiques de la commune estimés pour 2050 selon différents scénarios d'émission de gaz à effet de serre sont consultables sur un site dédié publié par Météo-France en novembre 2022.

## Urbanisme

### Typologie
Au 1er janvier 2024, Ainay-le-Château est catégorisée bourg rural, selon la nouvelle grille communale de densité à 7 niveaux définie par l'Insee en 2022.
Elle est située hors unité urbaine et hors attraction des villes,.

### Occupation des sols

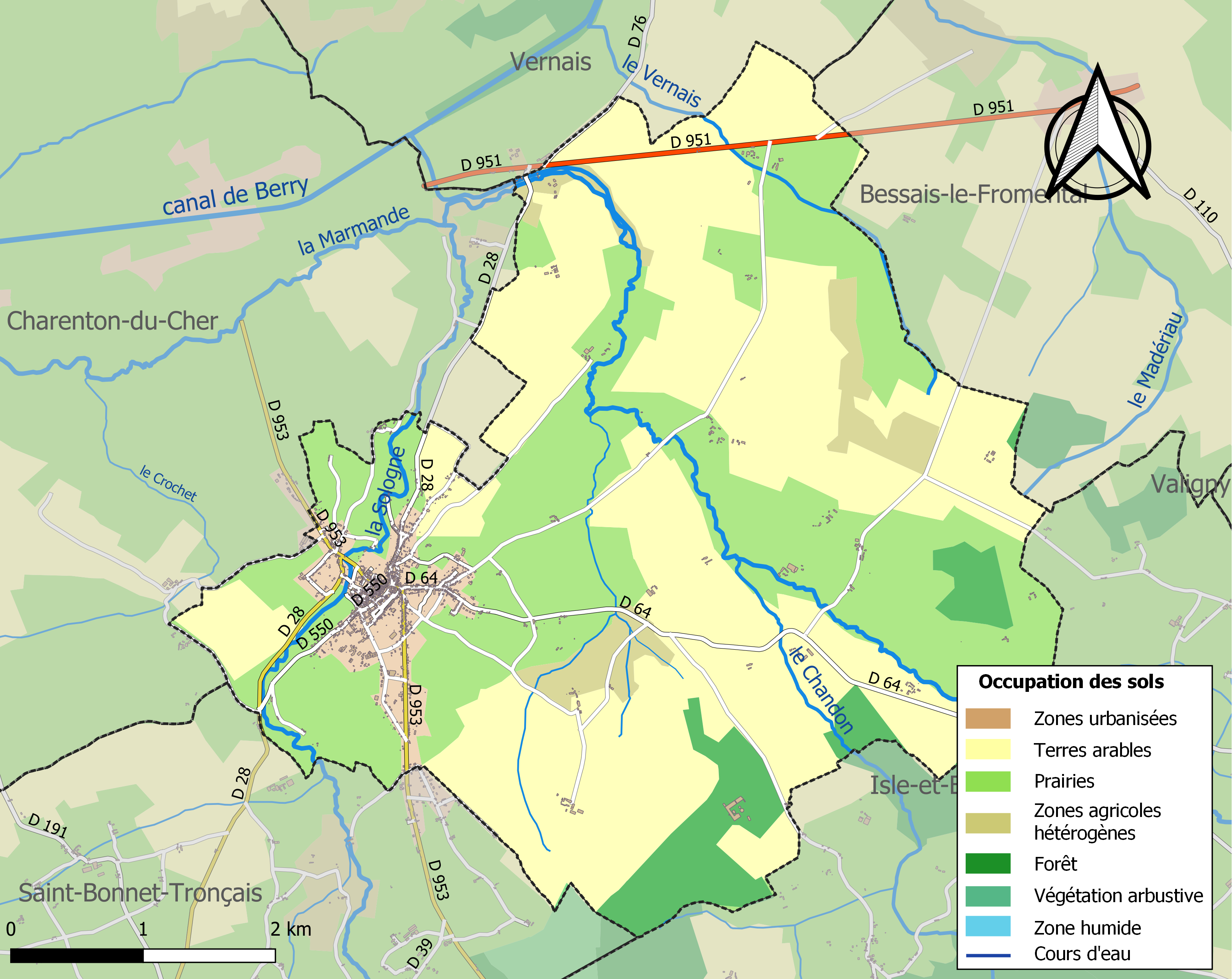
Carte des infrastructures et de l'occupation des sols de la commune en 2018 (CLC).

L'occupation des sols de la commune, telle qu'elle ressort de la base de données européenne d’occupation biophysique des sols Corine Land Cover (CLC), est marquée par l'importance des territoires agricoles (89,3 % en 2018), en diminution par rapport à 1990 (91,1 %). La répartition détaillée en 2018 est la suivante : 
terres arables (48,9 %), prairies (36,2 %), forêts (6,2 %), zones urbanisées (4,5 %), zones agricoles hétérogènes (4,2 %).
L'IGN met par ailleurs à disposition un outil en ligne permettant de comparer l’évolution dans le temps de l’occupation des sols de la commune (ou de territoires à des échelles différentes). Plusieurs époques sont accessibles sous forme de cartes ou photos aériennes : la carte de Cassini (XVIIIe siècle), la carte d'état-major (1820-1866) et la période actuelle (1950 à aujourd'hui).

## Toponymie
Anciennes appellations :
- Ulnaco en 841[9] ;
- Castrum De Aynaco en 1136[10] ;
- Ainayo Castri en 1180[11] ;
- Castri de Haynaco en 1215 et 1288[12] ;
- Castellania de Aynaio en 1248[13].

## Histoire
Ainay-le-Château est au Moyen Âge une des dix-sept châtellenies des ducs de Bourbon en Bourbonnais. La ville est alors close de remparts et un château se dresse autour de l'église Saint-Étienne.
Pendant la Révolution française, la ville prit le nom d'Ainay-sur-Sologne.
L'ancienne paroisse et commune de Saint-Benin a été réunie à Ainay-le-Château en 1842 ; c'est aujourd'hui un village situé à l'est de la commune. Ladite commune de Saint-Benin porta elle-même le nom révolutionnaire de Charnoux.

## Politique et administration

### Découpage territorial
Sur le plan administratif, Ainay-le-Château dépendait en 1793 du district de Cérilly, puis en 1801 de l'arrondissement de Montluçon. Elle était chef-lieu de canton de 1793 à 1801 puis commune simple du canton de Cérilly de 1801 à mars 2015. À la suite du redécoupage des cantons du département de 2014, la commune est rattachée au canton de Bourbon-l'Archambault.

### Administration municipale
En 2011, Ainay-le-Château comptait 1 036 habitants. Ce nombre a été retenu pour déterminer le nombre de membres au conseil municipal ; compris entre 500 et 1 499, il s'élève à quinze.

### Liste des maires
| Période                                  | Période                       | Identité            | Étiquette | Qualité                                                                                           |
| ---------------------------------------- | ----------------------------- | ------------------- | --------- | ------------------------------------------------------------------------------------------------- |
| Les données manquantes sont à compléter. |                               |                     |           |                                                                                                   |
| ?                                        | avril 1935                    | François Naudin     |           |                                                                                                   |
| avril 1935                               | 1942                          | Jacques Lablonde    |           |                                                                                                   |
| 1942                                     | 1945                          | Délégation spéciale |           |                                                                                                   |
| mars 1959                                | mars 1971                     | M. Brunet           |           | Notaire                                                                                           |
| mars 1971                                | mars 1989                     | Jacques Soulat      |           | Agriculteur                                                                                       |
| mars 1989                                | mars 1995                     | Mme Dupré           |           | Agricultrice                                                                                      |
| mars 1995                                | mars 2008                     | Pierre Dumas        |           |                                                                                                   |
| mars 2008                                | En cours (au 2 décembre 2020) | Stéphane Milaveau   | DVD       | Agriculteur Vice-président de la CC du Pays de Tronçais (2015 → ) Réélu pour le mandat 2020-2026, |

### Instances judiciaires
Sur le plan judiciaire, la commune relève de la cour d'appel de Riom et des tribunaux judiciaire et de commerce de Montluçon.

## Population et société

### Démographie
Les habitants sont nommés les Castelainaisiens.

#### Évolution démographique
L'évolution du nombre d'habitants est connue à travers les recensements de la population effectués dans la commune depuis 1793. Pour les communes de moins de 10 000 habitants, une enquête de recensement portant sur toute la population est réalisée tous les cinq ans, les populations de référence des années intermédiaires étant quant à elles estimées par interpolation ou extrapolation. Pour la commune, le premier recensement exhaustif entrant dans le cadre du nouveau dispositif a été réalisé en 2007.

En 2022, la commune comptait 987 habitants, en évolution de −1,89 % par rapport à 2016 (Allier : −1,38 %, France hors Mayotte : +2,11 %).
| 1793 | 1800 | 1806 | 1821 | 1831  | 1836  | 1841  | 1846  | 1851  |
| ---- | ---- | ---- | ---- | ----- | ----- | ----- | ----- | ----- |
| 895  | 802  | 986  | 949  | 1 147 | 1 159 | 1 607 | 1 719 | 1 852 |

| 1856  | 1861  | 1866  | 1872  | 1876  | 1881  | 1886  | 1891  | 1896  |
| ----- | ----- | ----- | ----- | ----- | ----- | ----- | ----- | ----- |
| 1 924 | 2 001 | 2 203 | 2 211 | 2 294 | 2 278 | 2 210 | 1 888 | 1 818 |

| 1901  | 1906  | 1911  | 1921  | 1926  | 1931  | 1936  | 1946  | 1954  |
| ----- | ----- | ----- | ----- | ----- | ----- | ----- | ----- | ----- |
| 1 815 | 1 922 | 1 912 | 1 586 | 1 532 | 1 476 | 1 540 | 1 477 | 1 568 |

| 1962  | 1968  | 1975  | 1982  | 1990  | 1999  | 2006  | 2007  | 2012  |
| ----- | ----- | ----- | ----- | ----- | ----- | ----- | ----- | ----- |
| 1 594 | 1 613 | 1 552 | 1 544 | 1 458 | 1 165 | 1 116 | 1 107 | 1 021 |

| 2017 | 2022 | - | - | - | - | - | - | - |
| ---- | ---- | - | - | - | - | - | - | - |
| 994  | 987  | - | - | - | - | - | - | - |

#### Pyramide des âges
En 2021, le taux de personnes d'un âge inférieur à 30 ans s'élève à 21,2 %, soit en dessous de la moyenne départementale (29,0 %). À l'inverse, le taux de personnes d'âge supérieur à 60 ans est de 47,6 % la même année, alors qu'il est de 35,6 % au niveau départemental.
En 2021, la commune comptait 485 hommes pour 499 femmes, soit un taux de 50,71 % de femmes, légèrement inférieur au taux départemental (52,03 %).
Les pyramides des âges de la commune et du département s'établissent comme suit :
| Hommes | Classe d’âge | Femmes |
| ------ | ------------ | ------ |
| 1,7    | 90 ou +      | 3,0    |
| 16,0   | 75-89 ans    | 16,4   |
| 28,0   | 60-74 ans    | 30,0   |
| 19,1   | 45-59 ans    | 20,1   |
| 11,1   | 30-44 ans    | 11,8   |
| 11,1   | 15-29 ans    | 8,8    |
| 12,9   | 0-14 ans     | 9,9    |

| Hommes | Classe d’âge | Femmes |
| ------ | ------------ | ------ |
| 1,2    | 90 ou +      | 3      |
| 10     | 75-89 ans    | 13,4   |
| 21,3   | 60-74 ans    | 22     |
| 20,6   | 45-59 ans    | 19,6   |
| 15,7   | 30-44 ans    | 15     |
| 15,6   | 15-29 ans    | 12,9   |
| 15,7   | 0-14 ans     | 14     |

### Enseignement
Ainay-le-Château dépend de l'académie de Clermont-Ferrand. Elle gère une école maternelle et une école élémentaire publiques.
Hors dérogations à la carte scolaire, les élèves poursuivent leur scolarité au collège de Cérilly puis aux lycées de Montluçon.

### Santé

#### Accueil des personnes atteintes de troubles psychiatriques
La commune a une grande tradition d'accueil de personnes atteintes de troubles psychiatriques. Elle est en effet le siège du centre hospitalier d'Ainay-le-Château, spécialisé dans l'accueil familial thérapeutique, et fondé à l'origine comme annexe de la colonie familiale de Dun-sur-Auron, située à une vingtaine de kilomètres dans le département voisin du Cher.
On compte de nombreuses familles d'accueil dans la commune. Ainsi, cette population est très bien acceptée, ce qui permet leur accueil dans des conditions optimales. En raison de cette particularité, la commune a fait l'objet d'un reportage dans l'émission Sept à huit sur TF1 du 31 janvier 2010, ainsi que dans l'émission La Fabrique de l'histoire sur France Culture le 7 décembre 2010 et dans l'émission Du baume à la tête sur France 2 le 5 octobre 2013 à 13 h 15.
L'objectif de l'accueil familial thérapeutique est de favoriser la réadaptation et la réinsertion de personnes souffrant de troubles psychiques. Il associe prise en charge dans une famille et poursuite des soins par une équipe pluridisciplinaire. Il offre à des patients ne pouvant vivre seuls une prise en charge thérapeutique dans un milieu familial substitutif stable, en vue d’une restauration de leurs capacités relationnelles et fonctionnelles pour une vie autonome en société. Cette prise en charge est assurée par le Centre hospitalier spécialisé d'Ainay-le-Château et repose sur une coordination entre le travail des accueillants familiaux et celui d'une équipe pluri-disciplinaire.

## Économie
En février 2010, selon le registre du commerce, Ainay-le-Château compte 76 sociétés enregistrées sur la commune. De la société civile immobilière à d'autres entreprises. 61 sociétés ont leur siège domicilié sur la commune.
L'essentiel d'entre elles correspondent à des activités d'artisanat, de commerces ou de services de proximité. Depuis 2005, on compte de deux à six nouveaux enregistrements de sociétés par an.
Différentes agences bancaires sont disponibles dans la commune : La Banque postale, la Banque populaire et le Crédit Agricole Centre France.
Une spécialité locale est le castelinaisien, fromage de chèvre.

## Culture locale et patrimoine

### Lieux et monuments

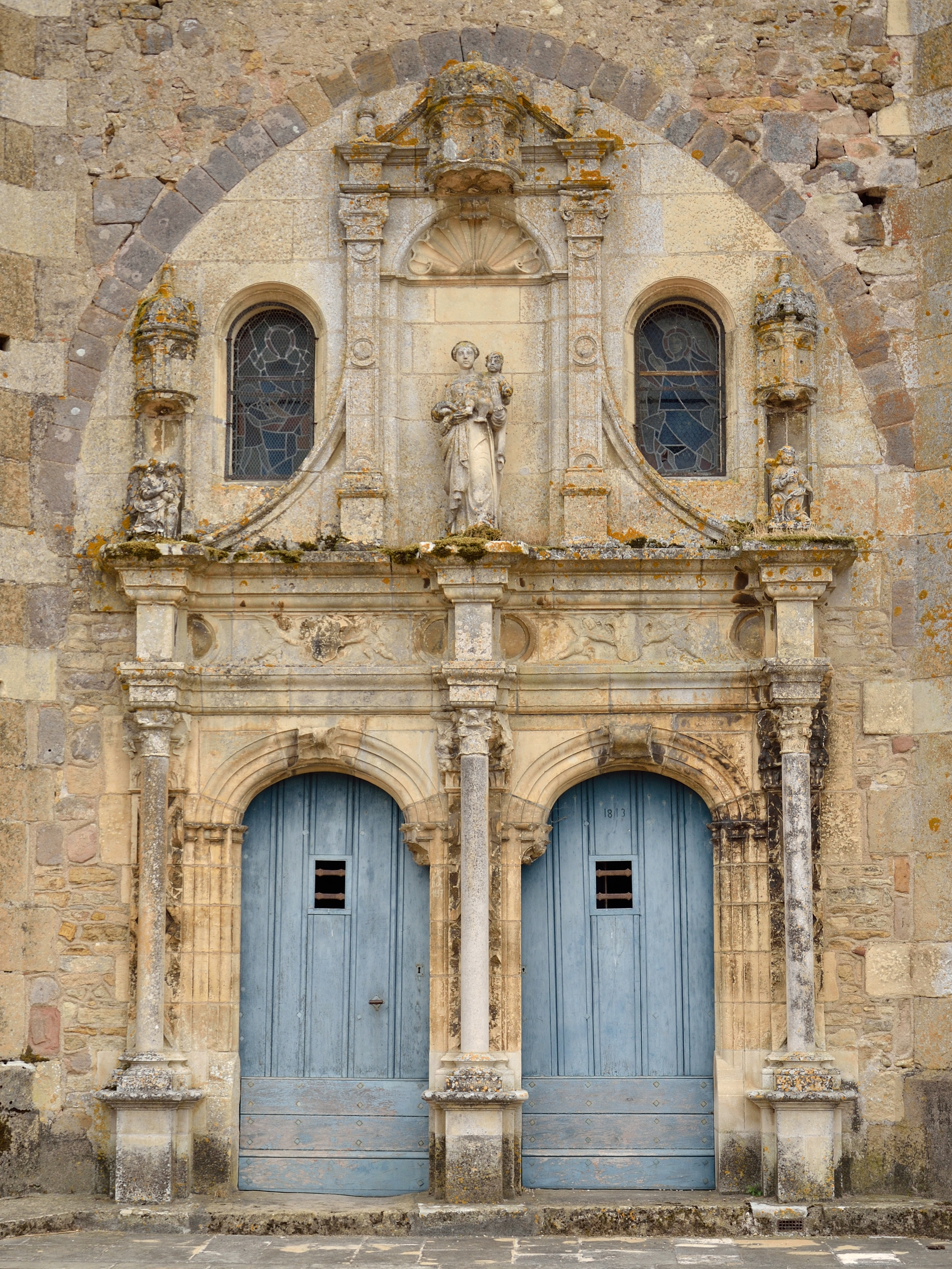
Portail de l'église.

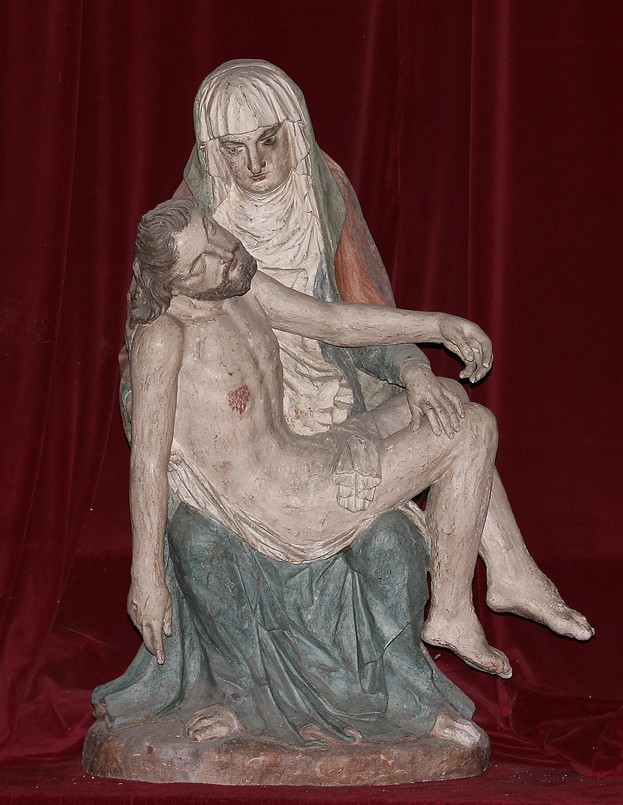
Pietà du XVIe siècle.

- Église Saint-Étienne du XIIIe siècle. Le portail Renaissance, l'ancien porche du XIIe siècle et bas-relief du XVIe siècle encastré dans le mur ouest de la dernière chapelle à gauche de la nef de l'église sont classés au titre des monuments historiques depuis le 10 février 1913[34], et l'église est inscrite au titre des monuments historiques depuis le 10 octobre 1980[34].

Elle abrite plusieurs œuvres classés au titre objet aux monuments historiques : une dalle funéraire de 1534 depuis le 11 janvier 1977, une dalle funéraire du XVe siècle depuis le 11 janvier 1977, un christ en croix du XVIIe siècle depuis le 23 mars 1971, un tabernacle à dais d'exposition des XVIIe et XVIIIe siècles depuis le 9 septembre 1969, les statues de saint François du XVIIe siècle depuis le 9 septembre 1969, Vierge à l'enfant du XVIIe siècle depuis le 9 septembre 1969, un groupe sculpté Vierge de pitié du XVIe siècle depuis le 21 avril 1960, un bas-relief la maison de Lorette du XVIe siècle depuis le 10 février 1913.
- Chapelle Saint-Roch. Elle abrite une statue de saint Fiacre du XVIIe siècle classée au titre objet aux monuments historiques depuis le 9 septembre 1969[43].
- Les fortifications de la ville. Reste de l'enceinte fossoyée du village avec flanquements et porte ouverte entre deux tours[44]. La porte de l'Horloge et l'enceinte avec ses tours et courtines sont inscrites aux monuments historiques par arrêté du 17 septembre 2007[45].
- Ruines du château de Chandon mentionné au XIVe siècle[44].

### Patrimoine culturel
Ainay-le-Château a été le lieu de tournage, à l'automne 2005, d'une grande partie des scènes de Michou d'Auber, film de Thomas Gilou sorti en 2007, avec Gérard Depardieu, Nathalie Baye et Mathieu Amalric.

### Personnalités liées à la commune
- Jeanne Bérangère, nom de scène de Françoise Marie Charlotte Béraud, actrice de théâtre et de cinéma muet, née le 9 juin 1864 à Ainay-le-Château[46] au lieu-dit la Chaume[47],[48].
- Paul Guignard, coureur cycliste, né le 10 mai 1876 à Ainay-le-Château.
- André Lwoff (1902-1994), prix Nobel de médecine en 1965 conjointement avec Jacques Monod et François Jacob.
- Alain Bourbonnais (1925-1988), architecte, créateur et collectionneur français né à Ainay-le-Château.

### Héraldique
|  | Les armes de la commune se blasonnent ainsi : D'argent aux trois pairles alésés de sable. |